# Medveđa (Despotovac)
Medveđa (em cirílico: Медвеђа) é uma vila da Sérvia localizada no município de Despotovac, pertencente ao distrito de Pomoravlje, na região de Resava. A sua população era de 828 habitantes segundo o censo de 2011.

## Demografia
| 1948 | 1953 | 1961 | 1971 | 1981 | 1991 | 2002 | 2011 |
| ---- | ---- | ---- | ---- | ---- | ---- | ---- | ---- |
| 1508 | 1536 | 1515 | 1563 | 1521 | 1409 | 880  | 828  |